# Szalony Żleb

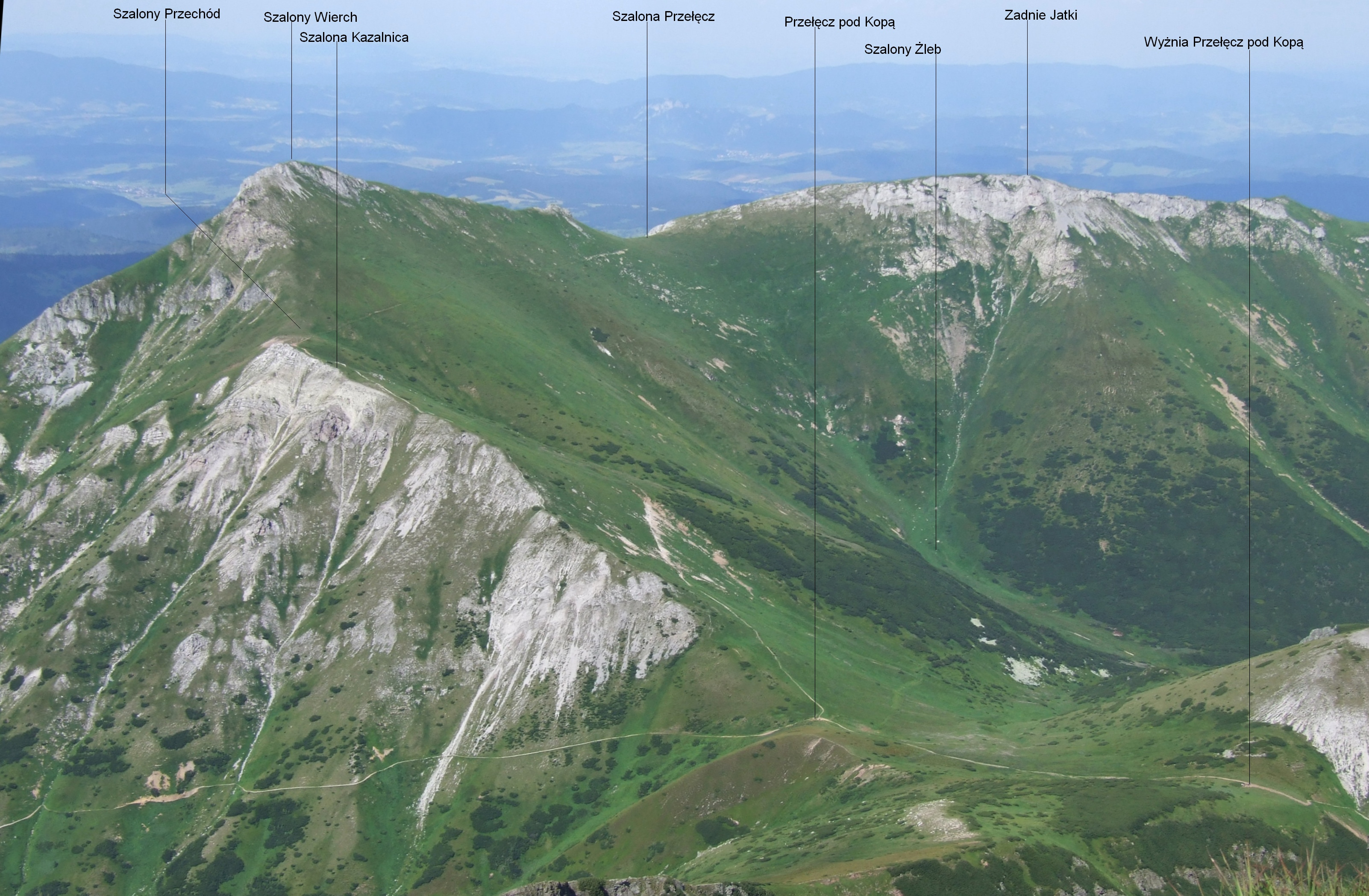

Szalony Żleb (niem. Fleischbankschluch, słow. Hlúpy žľab, węg. Bolod-vályú) – żleb w słowackich Tatrach Bielskich opadający do Doliny Przednich Koperszadów.
Ujście Szalonego Żlebu znajduje się na wysokości około 1600 m. Żleb ma jedno koryto tylko na dolnym odcinku o 100-metrowej długości. Wyżej rozgałęzia się na cztery trawiaste depresje. W kolejności od lewej do prawej są to:
- depresja spod Szalonego Przechodu,
- depresja spod szczytu Szalonego Wierchu,
- depresja spod Szalonej Przełęczy,
- depresja z Zadnich Jatek[3].

Najgłębiej wcięta jest odnoga opadająca z Szalonego Przechodu o charakterystycznym sinusoidalnym kształcie. Odnoga spadająca z Zadnich Jatek ma charakter płytkiego, skalistego  żlebka.